# Setoctena carniola
Setoctena carniola är en fjärilsart som beskrevs av George Francis Hampson 1912. Setoctena carniola ingår i släktet Setoctena och familjen trågspinnare. Inga underarter finns listade i Catalogue of Life.